# Valdidentro
Valdidentro – miejscowość i gmina we Włoszech, w regionie Lombardia, w prowincji Sondrio.
Według danych na rok 2004 gminę zamieszkiwało 3908 osób, 16 os./km².